# شهر تفریحی کویت
شهر تفریحی کویت (به عربی: مدینة الکویت الترفیهیة) یک پارک تفریحی در حومهٔ غربی شهر کویت، پایتخت کشور کویت بود. این پارک در تاریخ ۱۴ مارس ۱۹۸۴ افتتاح شد و توسط شرکت بنگاه‌های گردشگری مستقر در کویت اداره می‌شد. برخی از جاذبه‌های این پارک، مانند ترن هوایی معکوس بزرگ ساخت شرکت بولیگر و مابیلارد (Bolliger & Mabillard) و راه‌آهن ریلی بود. در تاریخ ۶ ژوئن ۲۰۱۶، پارک با هدف بازسازی تعطیل شد. در اکتبر ۲۰۱۹ اعلام شد که ملک شهر تفریحی کویت تحت مدیریت دیوان امیری قرار خواهد گرفت و به شهر تفریحی جدید کویت تبدیل خواهد شد که شامل ۱۳ بخش، از جمله یک پارک سرپوشیده طراحی‌شده توسط شرکت یوبیسافت (Ubisoft Entertainment) و یک پارک برفی سرپوشیده خواهد بود. تا اکتبر ۲۰۲۰، پارک قدیمی به‌طور کامل تخریب شده بود. دیوان امیری برنامه دارد که این مجموعه را با شهر تفریحی جدید جایگزین کند که هم‌اکنون در حال ساخت است. شهر تفریحی جدید شامل پارک‌های روباز، پارک‌های سرپوشیده، پارک‌های برفی سرپوشیده، پارک‌های آبی، آکواریوم، دلفیناریوم، موزه و آسمان‌نما، قطار خیابانی، مرکز خرید، منطقهٔ لوکس، هتل و فضاهایی برای ورزش و جشنواره‌های بین‌المللی خواهد بود. انتظار می‌رود شهر تفریحی جدید، پس از تکمیل، به یکی از بزرگ‌ترین مراکز تفریحی در کویت تبدیل شود.

## فعالیت‌ها
این پارک تفریحی دارای ۱۲ ورودی بود. با ورود به پارک از منطقهٔ جهان عرب، رسوم و فرهنگ‌های عربی در همه‌جا به چشم می‌خورد. در مرکز پارک، یک دریاچهٔ مصنوعی کوچک قرار داشت که در آن یک نمونهٔ ماکت از قایق ماهی‌گیری کهن کویتی به همراه ماهی‌های زنده به نمایش گذاشته شده بود. اطراف دریاچه، دکه‌های زیادی قرار داشت که انواع خوراکی‌ها، کالاها، جواهرات طلا و نقره، عبای سیاه و روبنده می‌فروختند.
در بخش «سفر سندباد»، یک قایق بادبانی بازسازی‌شده، براساس قایق مورد استفادهٔ دریانورد باستانی عرب، سندباد، وجود داشت. بازدیدکنندگان می‌توانستند سوار این قایق شوند و شبیه‌سازی مسیر سفر دریایی سندباد را دنبال کنند.
در باغ‌وحش مجاور، بازدیدکنندگان می‌توانستند سوار شتر شوند. این باغ‌وحش میزبان حیواناتی چون فیل، غزال، گوزن سیکا و سایر جانورانی بود که با پرداخت هزینه‌ای اندک، می‌شد آن‌ها را غذا داد.
منطقهٔ جهان بین‌الملل شامل فضاهای موضوعی از سراسر جهان بود (مشابه اپکات در والت دیزنی‌ورلد). این بخش شامل ساختمان‌هایی با تم غرب وحشی قرن نوزدهم، نمونه‌هایی از برج ایفل و برج کج پیزا، آسیاب بادی‌های هلندی و کوه‌های آلپ اروپا، همچنین مساجدی از بغداد و معابد یونان باستان بود.
منطقهٔ جهان آینده دارای «اسباب‌بازی‌های» الکترونیکی لیزری، وسایل نقلیه و تجهیزات ارتباطی آینده‌نگرانه بود. در این بخش، یک برج دیدبانی چرخان به ارتفاع ۱۱۰ متر برای بازدید عموم وجود داشت. همچنین، یک «سفینهٔ فضایی» و «موشک ماه» وجود داشت که به بازدیدکنندگان امکان ورود به «جهان فضا» و سفر به «ماه» را می‌داد.

### راه‌آهن
در منطقهٔ جهان عرب، یک راه‌آهن با خطوط ریلی باریک و قطارهایی با سبک عربی وجود داشت. ایستگاه‌های این راه‌آهن همگی دارای گنبد و تزئین‌شده با نقش‌ونگارهای سنتی عربی بودند. این راه‌آهن و قطار اولیهٔ آن در دههٔ ۱۹۸۰ توسط شرکت آمریکایی کرون متال Crown Metal) Products) ساخته شدند و عرض ریل آن سه فوت بود. این راه‌آهن همچنان فعال است، اما اکنون از قطاری استفاده می‌کند که توسط شرکت بریتانیایی سرون لم (Severn Lamb) ساخته شده است. لوکوموتیو آن یکی از مدل‌های لینکلن با چیدمانی خاص است که به‌صورت سفارشی برای حرکت روی ریل با عرض سه فوت ساخته شده است.

## تاریخچه و آینده
پارک تفریحی شهر سرگرمی کویت در تمام سال‌ها از زمان آغاز به کارش باز بود، به‌جز در دوره‌ای که با اشغال کویت توسط عراق در سال ۱۹۹۰ آغاز شد. از سال ۱۹۹۰ تا ۱۹۹۱، نیروهای عراقی بسیاری از وسایل تفریحی پارک را مصادره و به عراق منتقل کردند و همچنین به اموال پارک آسیب زدند و آن را غارت کردند. بسیاری از وسایل دزدیده‌شده، از جمله لوکوموتیو و واگن‌های ساخت شرکت کرون متال (Crown Metal Products)، سر از پارک تفریحی رؤیای الزورا در مرکز بغداد درآوردند. پس از آن‌که نیروهای عراقی در جریان عملیات طوفان صحرا در سال ۱۹۹۱ از کویت بیرون رانده شدند، روند بازسازی پارک آغاز شد و در سال ۱۹۹۴ دوباره به روی عموم گشوده شد. این وضعیت ادامه داشت تا آنکه در تاریخ ۶ ژوئن ۲۰۱۶، پارک برای بازسازی تعطیل شد.
اگرچه تعطیلی پارک در ابتدا موقتی و با هدف نوسازی اعلام شده بود، اما در سال ۲۰۲۰ به‌طور کامل تخریب شد تا جای خود را به مجموعه‌ای کاملاً جدید به نام «شهر سرگرمی جدید» بدهد که قرار است در همان محل ساخته شود.